# Oxyspora wrayi
Oxyspora wrayi är en tvåhjärtbladig växtart som först beskrevs av George King, och fick sitt nu gällande namn av J.F. Maxwell. Oxyspora wrayi ingår i släktet Oxyspora och familjen Melastomataceae. Inga underarter finns listade i Catalogue of Life.